# تشم صيدي السفلي (همت أباد)
تشم صیدي السفلی (بالفارسية: چم صیدی سفلی) هي مستوطنة تقع في إيران في قسم همت أباد الريفي. يقدر عدد سكانها بـ 23 نسمة .